# FM Близнецов
FM Близнецов (лат. FM Geminorum) — одиночная переменная звезда в созвездии Близнецов на расстоянии (вычисленном из значения параллакса) приблизительно 12 892 световых лет (около 3 953 парсек) от Солнца. Видимая звёздная величина звезды — от +14,5m до +13,6m.

## Характеристики
FM Близнецов — красная пульсирующая медленная неправильная переменная звезда (L) спектрального класса M. Эффективная температура — около 3308 К.